# Az Egyesült Német Csapat az 1956. évi nyári olimpiai játékokon
Az Egyesült Német Csapat az ausztráliai Melbourne-ben és a svédországi Stockholmban megrendezett 1956. évi nyári olimpiai játékok egyik részt vevő nemzete volt. Az országot az olimpián 16 sportágban 167 sportoló képviselte, akik összesen 26 érmet szereztek.

## Érmesek
| Érem  | Versenyző | Sportág      | Versenyszám                 |
| ----- | --- | ------------ | --------------------------- |
| Arany | Meinrad Miltenberger Michel Scheuer | Kajak-kenu   | Férfi kajak kettes 1000 m   |
| Arany | Hans Günter Winkler | Lovaglás     | Egyéni díjugratás           |
| Arany | Fritz Thiedemann Hans Günter Winkler August Lütke-Westhues | Lovaglás     | Csapat díjugratás           |
| Arany | Wolfgang Behrendt | Ökölvívás    | Harmatsúly                  |
| Arany | Helmut Bantz | Torna        | Férfi ugrás                 |
| Arany | Ursula Happe | Úszás        | Női 200 m mell              |
| Ezüst | Karl-Friedrich Haas | Atlétika     | Férfi 400 m                 |
| Ezüst | Klaus Richtzenhain | Atlétika     | Férfi 1500 m                |
| Ezüst | Christa Stubnick | Atlétika     | Női 100 m                   |
| Ezüst | Christa Stubnick | Atlétika     | Női 200 m                   |
| Ezüst | Gisela Köhler | Atlétika     | Női 80 m gát                |
| Ezüst | Wilfried Dietrich | Birkózás     | Kötöttfogás, +87 kg         |
| Ezüst | Horst Arndt Rainer Borkowsky Karl-Heinrich von Groddeck | Evezés       | Férfi kormányos kettes      |
| Ezüst | Fritz Briel Theodor Kleine | Kajak-kenu   | Férfi kajak kettes 10 000 m |
| Ezüst | Therese Zenz | Kajak-kenu   | Női kajak egyes 500 m       |
| Ezüst | Anneliese Küppers Liselott Linsenhoff Hannelore Weygand | Lovaglás     | Csapat díjlovaglás          |
| Ezüst | August Lütke-Westhues | Lovaglás     | Egyéni lovastusa            |
| Ezüst | Otto Rothe Klaus Wagner August Lütke-Westhues | Lovaglás     | Csapat lovastusa            |
| Ezüst | Harry Kurschat | Ökölvívás    | Könnyűsúly                  |
| Bronz | Heinz Fütterer Manfred Germar Lothar Knörzer Leonhard Pohl | Atlétika     | Férfi 4 × 100 m váltó       |
| Bronz | Marianne Werner | Atlétika     | Női súlylökés               |
| Bronz | Nemzeti válogatott Günther Brennecke Hugo Budinger Werner Delmes Hugo Dollheiser Eberhard Ferstl Alfred Lücker Helmut Nonn Wolfgang Nonn Heinz Radzikowski Werner Rosenbaum Günther Ullerich | Gyeplabda    | Férfi                       |
| Bronz | Michel Scheuer | Kajak-kenu   | Férfi kajak egyes 10 000 m  |
| Bronz | Erich Hagen Reinhold Pommer Gustav-Adolf Schur Horst Tüller | Kerékpározás | Férfi csapat mezőnyverseny  |
| Bronz | Liselott Linsenhoff | Lovaglás     | Egyéni díjlovaglás          |
| Bronz | Eva-Maria ten Elsen | Úszás        | Női 200 m mell              |

## Atlétika
Férfi
| Versenyző                                                        | Versenyszám     | Előfutam      | Előfutam      | Negyeddöntő  | Negyeddöntő  | Elődöntő | Elődöntő | Döntő         | Döntő         |
| Versenyző                                                        | Versenyszám     | Idő           | Hely.         | Idő          | Hely.        | Idő      | Hely.    | Idő           | Helyezés      |
| ---------------------------------------------------------------- | --------------- | ------------- | ------------- | ------------ | ------------ | -------- | -------- | ------------- | ------------- |
| Heinz Fütterer                                                   | 100 m           | 10,9          | 2.            | 10,8         | 5.           | kiesett  | kiesett  | kiesett       | kiesett       |
| Manfred Steinbach                                                | 100 m           | 10,8          | 3.            | kiesett      | kiesett      | kiesett  | kiesett  | kiesett       | kiesett       |
| Manfred Germar                                                   | 100 m           | 10,7          | 1.            | 10,6         | 2.           | 10,6     | 3.       | 10,7          | 5.            |
| Manfred Germar                                                   | 200 m           | 21,8          | 2.            | visszalépett | visszalépett | kiesett  | kiesett  | kiesett       | kiesett       |
| Leonhard Pohl                                                    | 200 m           | 21,6          | 1.            | 21,3         | 3.           | 21,5     | 4.       | kiesett       | kiesett       |
| Karl-Friedrich Haas                                              | 200 m           | 21,4          | 1.            | 21,5         | 3.           | 21,5     | 5.       | kiesett       | kiesett       |
| Karl-Friedrich Haas                                              | 400 m           | 47,2          | 1.            | 47,3         | 2.           | 46,2     | 3.       | 46,8          |               |
| Jürgen Kühl                                                      | 400 m           | 48,7          | 2.            | 48,0         | 5.           | kiesett  | kiesett  | kiesett       | kiesett       |
| Horst Mann                                                       | 400 m           | nem ért célba | nem ért célba | kiesett      | kiesett      | kiesett  | kiesett  | kiesett       | kiesett       |
| Paul Schmidt                                                     | 800 m           | 1:55,6        | 6.            |              | kiesett      | kiesett  | kiesett  | kiesett       |               |
| Günter Dohrow                                                    | 800 m           | 1:53,7        | 6.            |              | kiesett      | kiesett  | kiesett  | kiesett       |               |
| Günter Dohrow                                                    | 1500 m          | 3:58,0        | 9.            |              |              |          |          | kiesett       | kiesett       |
| Siegfried Herrmann                                               | 1500 m          | nem ért célba | nem ért célba |              |              |          |          | kiesett       | kiesett       |
| Klaus Richtzenhain                                               | 1500 m          | 3:46,6        | 1.            |              |              |          |          | 3:42,0        |               |
| Klaus Richtzenhain                                               | 800 m           | 1:53,3        | 5.            |              | kiesett      | kiesett  | kiesett  | kiesett       |               |
| Friedrich Janke                                                  | 5000 m          | 14:40,6       | 6.            |              |              |          |          | kiesett       | kiesett       |
| Herbert Schade                                                   | 5000 m          | 14:18,8       | 5.            |              |              |          |          | 14:31,8       | 12.           |
| Herbert Schade                                                   | 10 000 m        |               | 30:00,6       | 9.           |              |          |          |               |               |
| Walter Konrad                                                    | 10 000 m        |               | 30:30,0       | 13.          |              |          |          |               |               |
| Klaus Porbadnik                                                  | 10 000 m        |               | nincs adat    | 17.          |              |          |          |               |               |
| Klaus Porbadnik                                                  | Maraton         |               |               |              |              |          |          | nem ért célba | nem ért célba |
| Lothar Beckert                                                   | Maraton         |               |               |              |              |          |          | 2:42:10       | 19.           |
| Kurt Hartung                                                     | Maraton         |               |               |              |              |          |          | 2:52:14       | 28.           |
| Martin Lauer                                                     | 110 m gát       | 14,2          | 1.            |              | 14,4         | 2.       | 14,5     | 4.            |               |
| Bert Steines                                                     | 110 m gát       | 14,3          | 2.            |              | 14,5         | 4.       | kiesett  | kiesett       |               |
| Heinz Laufer                                                     | 3000 m akadály  | 8:53,0        | 3.            |              |              |          |          | 8:44,4        | 4.            |
| Dieter Lindner                                                   | 20 km gyaloglás |               |               |              |              |          |          | kizárták      | kizárták      |
| Lothar Knörzer Leonhard Pohl Heinz Fütterer Manfred Germar       | 4 × 100 m váltó | 40,8          | 3.            |              | 40,5         | 2.       | 40,3     |               |               |
| Jürgen Kühl Walter Oberste Manfred Poerschke Karl-Friedrich Haas | 4 × 400 m váltó | 3:09,8        | 1.            |              | 3:08,2       | 4.       |          |               |               |

| Versenyző          | Versenyszám   | Selejtező | Selejtező | Döntő    | Döntő    |
| Versenyző          | Versenyszám   | Eredmény  | Helyezés  | Eredmény | Helyezés |
| ------------------ | ------------- | --------- | --------- | -------- | -------- |
| Manfred Preußger   | Rúdugrás      | 415 cm    | =12.      | 425 cm   | 8.       |
| Karl-Heinz Wegmann | Súlylökés     | 15,73 m   | 9.        | 16,63 m  | 7.       |
| Herbert Koschel    | Gerelyhajítás | 72,90 m   | 4.        | 74,68 m  | 4.       |
| Heiner Will        | Gerelyhajítás | 70,38 m   | 10.       | 69,86 m  | 9.       |

| Versenyző    | Versenyszám | 100 m | 100 m | Távolugrás | Távolugrás | Súlylökés | Súlylökés | Magasugrás | Magasugrás | 400 m | 400 m | 110 m gát | 110 m gát | Diszkoszvetés | Diszkoszvetés | Rúdugrás | Rúdugrás | Gerelyhajítás | Gerelyhajítás | 1500 m | 1500 m | Végeredmény | Végeredmény |
| Versenyző    | Versenyszám | Idő   | Pont  | Eredmény   | Pont       | Eredmény  | Pont      | Eredmény   | Pont       | Idő   | Pont  | Idő       | Pont      | Eredmény      | Pont          | Eredmény | Pont     | Eredmény      | Pont          | Idő    | Pont   | Pont        | Helyezés    |
| ------------ | ----------- | ----- | ----- | ---------- | ---------- | --------- | --------- | ---------- | ---------- | ----- | ----- | --------- | --------- | ------------- | ------------- | -------- | -------- | ------------- | ------------- | ------ | ------ | ----------- | ----------- |
| Martin Lauer | Tízpróba    | 11,1  | 870   | 683 cm     | 734        | 12,86 m   | 659       | 183 cm     | 806        | 48,2  | 995   | 14,7      | 894       | 39,38 m       | 609           | 310 cm   | 364      | 50,66 m       | 540           | 4:43,8 | 382    | 6853        | 5.          |
| Walter Meier | Tízpróba    | 11,3  | 800   | 680 cm     | 725        | 12,99 m   | 671       | 186 cm     | 845        | 49,3  | 900   | 16,1      | 575       | 37,59 m       | 562           | 370 cm   | 596      | 47,97 m       | 492           | 4:20,6 | 607    | 6773        | 6.          |

Női
| Versenyző                                                | Versenyszám     | Előfutam | Előfutam | Elődöntő | Elődöntő | Döntő   | Döntő    |
| Versenyző                                                | Versenyszám     | Idő      | Hely.    | Idő      | Hely.    | Idő     | Helyezés |
| -------------------------------------------------------- | --------------- | -------- | -------- | -------- | -------- | ------- | -------- |
| Inge Fuhrmann                                            | 100 m           | 12,2     | 3.       | kiesett  | kiesett  | kiesett | kiesett  |
| Inge Fuhrmann                                            | 200 m           | 24,7     | 3.       | kiesett  | kiesett  | kiesett | kiesett  |
| Christa Stubnick                                         | 200 m           | 24,5     | 1.       | 23,9     | 2.       | 23,7    |          |
| Christa Stubnick                                         | 100 m           | 11,7     | 1.       | 11,9     | 1.       | 11,7    |          |
| Gisela Köhler                                            | 100 m           | 11,7     | 2.       | 11,9     | 4.       | kiesett | kiesett  |
| Gisela Köhler                                            | 200 m           | 24,4     | 2.       | 24,3     | 3.       | 24,3    | 6.       |
| Gisela Köhler                                            | 80 m gát        | 11,0     | 1.       | 10,8     | 2.       | 10,9    |          |
| Zenta Gastl-Kopp                                         | 80 m gát        | 10,9     | 1.       | 11,1     | 4.       | kiesett | kiesett  |
| Maria Sander                                             | 80 m gát        | 11,1     | 4.       | kiesett  | kiesett  | kiesett | kiesett  |
| Maria Sander Christa Stubnick Gisela Köhler Bärbel Mayer | 4 × 100 m váltó | 44,9     | 2.       |          |          | 47,2    | 6.       |

| Versenyző             | Versenyszám   | Selejtező | Selejtező | Döntő    | Döntő    |
| Versenyző             | Versenyszám   | Eredmény  | Helyezés  | Eredmény | Helyezés |
| --------------------- | ------------- | --------- | --------- | -------- | -------- |
| Inge Kilian           | Magasugrás    | 158 cm    | 18.       | 155 cm   | 18.      |
| Erika Fisch           | Távolugrás    | 578 cm    | 9.        | 589 cm   | 4.       |
| Helga Hoffmann        | Távolugrás    | 573 cm    | 11.       | 573 cm   | 10.      |
| Johanna Lüttge        | Súlylökés     | 14,00 m   | 4.        | 13,88 m  | 11.      |
| Anne-Chatrine Lafrenz | Súlylökés     | 13,00 m   | 15.       | 13,72 m  | 12.      |
| Anne-Chatrine Lafrenz | Diszkoszvetés | 41,18 m   | 15.       | kiesett  | kiesett  |
| Marianne Werner       | Diszkoszvetés | 43,41 m   | 10.       | 43,34 m  | 10.      |
| Marianne Werner       | Súlylökés     | 14,21 m   | 2.        | 15,61 m  |          |
| Erika Raue            | Gerelyhajítás | 43,85 m   | 13.       | 45,87 m  | 10.      |
| Almut Brömmel         | Gerelyhajítás | 44,55 m   | 10.       | 44,67 m  | 13.      |
| Almut Brömmel         | Diszkoszvetés | 35,47 m   | 22.       | kiesett  | kiesett  |

## Birkózás
Kötöttfogású
| Versenyző         | Versenyszám | 1. forduló                     | 1. forduló | 1. forduló | 2. forduló                         | 2. forduló | 2. forduló | 3. forduló                     | 3. forduló | 3. forduló | 4. forduló                   | 4. forduló | 4. forduló | 5. forduló        | 5. forduló | 5. forduló | Döntő                         | Döntő   | Döntő   | Helyezés |
| Versenyző         | Versenyszám | Ellenfél Eredmény              | Pont       | Hely.      | Ellenfél Eredmény                  | Pont       | Hely.      | Ellenfél Eredmény              | Pont       | Hely.      | Ellenfél Eredmény            | Pont       | Hely.      | Ellenfél Eredmény | Pont       | Hely.      | Ellenfél Eredmény             | Pont    | Hely.   | Helyezés |
| ----------------- | ----------- | ------------------------------ | ---------- | ---------- | ---------------------------------- | ---------- | ---------- | ------------------------------ | ---------- | ---------- | ---------------------------- | ---------- | ---------- | ----------------- | ---------- | ---------- | ----------------------------- | ------- | ------- | -------- |
| Fred Kämmerer     | 57 kg       | Franz Brunner (AUT) · 2-1      | 1          | =3.        | erőnyerő                           | 1          | 1.         | Kent Townley (USA) · 3-0       | 2          | =1.        | Francisc Horvath (ROU) · 0-3 | 5          | =4.        | kiesett           | kiesett    | kiesett    | kiesett                       | kiesett | kiesett | 5.       |
| Siegfried Schäfer | 73 kg       | Fred Murphy (AUS) · kétvállas  | 0          | =1.        | Veikko Rantanen (FIN) · 0-3        | 3          | =4.        | Vlagyimir Manyejev (URS) · 1-2 | 5          | =4.        | kiesett                      | kiesett    | kiesett    | kiesett           | kiesett    | kiesett    | kiesett                       | kiesett | kiesett | 5.       |
| Hans Sterr        | 79 kg       | İsmet Atlı (TUR) · kétvállas   | 0          | =1.        | Jim Peckham (USA) · 1-2            | 2          | =3.        | erőnyerő                       | 2          | =2.        | Rune Jansson (SWE) · 0-3     | 5          | =3.        |                   |            |            | kiesett                       | kiesett | kiesett | 4.       |
| Wilfried Dietrich | +87 kg      | Anatolij Parfjonov (URS) · 1-2 | 2          | 6.         | Huszein Mehmedov (BUL) · kétvállas | 2          | =2.        | Bertil Antonsson (SWE) · 3-0   | 3          | =1.        | Hamit Kaplan (TUR) · 3-0     | 4          | =1.        | erőnyerő          | 4          | 1.         | Adelmo Bulgarelli (ITA) · 3-0 | 5       | 2.      |          |

Szabadfogású
| Versenyző          | Versenyszám | 1. forduló                        | 1. forduló | 1. forduló | 2. forduló                          | 2. forduló | 2. forduló | 3. forduló                         | 3. forduló | 3. forduló | 4. forduló                            | 4. forduló | 4. forduló | 5. forduló        | 5. forduló | 5. forduló | Döntő             | Döntő   | Döntő   | Helyezés    |
| Versenyző          | Versenyszám | Ellenfél Eredmény                 | Pont       | Hely.      | Ellenfél Eredmény                   | Pont       | Hely.      | Ellenfél Eredmény                  | Pont       | Hely.      | Ellenfél Eredmény                     | Pont       | Hely.      | Ellenfél Eredmény | Pont       | Hely.      | Ellenfél Eredmény | Pont    | Hely.   | Helyezés    |
| ------------------ | ----------- | --------------------------------- | ---------- | ---------- | ----------------------------------- | ---------- | ---------- | ---------------------------------- | ---------- | ---------- | ------------------------------------- | ---------- | ---------- | ----------------- | ---------- | ---------- | ----------------- | ------- | ------- | ----------- |
| Fred Kämmerer      | 57 kg       | Tarashkeswar Pandey (IND) · 3-0   | 1          | =2.        | Adolfo Díaz (ARG) · 3-0             | 2          | 4.         | Mustafa Dağıstanlı (TUR) · 0-3     | 5          | 6.         | kiesett                               | kiesett    | kiesett    |                   |            |            | kiesett           | kiesett | kiesett | 6.          |
| Alfred Tischendorf | 73 kg       | Muhammad Latif (PAK) · 3-0        | 1          | =5.        | Vahtang Balavadze (URS) · kétvállas | 4          | =9.        | Per Berlin (SWE) · 0-3             | 7          | =9.        | kiesett                               | kiesett    | kiesett    |                   |            |            | kiesett           | kiesett | kiesett | helyezetlen |
| Hans Sterr         | 79 kg       | Nicolas Arcales (PHI) · kétvállas | 0          | =1.        | Bengt Lindblad (SWE) · kétvállas    | 0          | =1.        | Nikola Sztancsev (BUL) · kétvállas | 3          | =3.        | Georgij Szhirtladze (URS) · kétvállas | 6          | =5.        | kiesett           | kiesett    | kiesett    | kiesett           | kiesett | kiesett | 5.          |

## Evezés
| Versenyző                                                           | Versenyszám              | Előfutam | Előfutam | Vigaszág | Vigaszág | Elődöntő | Elődöntő | Döntő   | Döntő   | Helyezés    |
| Versenyző                                                           | Versenyszám              | Idő      | Hely.    | Idő      | Hely.    | Idő      | Hely.    | Idő     | Hely.   | Helyezés    |
| ------------------------------------------------------------------- | ------------------------ | -------- | -------- | -------- | -------- | -------- | -------- | ------- | ------- | ----------- |
| Klaus von Fersen                                                    | Egypárevezős             | 7:34,4   | 2.       | erőnyerő | erőnyerő | 9:23,2   | 4.       | kiesett | kiesett | helyezetlen |
| Thomas Schneider Kurt Hipper                                        | Kétpárevezős             | 6:55,8   | 2.       | 8:16,7   | 1.       |          |          | 7:41,7  | 4.      | 4.          |
| Helmut Sauermilch Claus Heß                                         | Kormányos nélküli kettes | 7:30,1   | 1.       | erőnyerő | erőnyerő | 8:52,3   | 3.       | kiesett | kiesett | helyezetlen |
| Karl-Heinrich von Groddeck Horst Arndt Rainer Borkowsky (kormányos) | Kormányos kettes         | 8:03,3   | 1.       | erőnyerő | erőnyerő | 9:24,1   | 1.       | 8:29,2  | 2.      |             |
| Willi Montag Horst Stobbe Gunther Kaschlun Manfred Fitze            | Kormányos nélküli négyes | 6:48,1   | 2.       | 8:27,2   | 1.       | 8:19,8   | 3.       | kiesett | kiesett | helyezetlen |

## Gyeplabda
| Egyesült Német Csapat férfi gyeplabdacsapat-játékoskeret                                                | Egyesült Német Csapat férfi gyeplabdacsapat-játékoskeret                                |
| --- | --------------------------------------------------------------------------------------- |
| - Günther Brennecke - Hugo Budinger - Werner Delmes - Hugo Dollheiser - Eberhard Ferstl - Alfred Lücker | - Helmut Nonn - Wolfgang Nonn - Heinz Radzikowski - Werner Rosenbaum - Günther Ullerich |

### Eredmények
| Színmagyarázat               |
| ---------------------------- |
| Bejutott az elődöntőbe.      |
| Az 5–8. helyért játszhattak. |
| A 9–12. helyért játszhattak. |

Csoportkör
C csoport
| Csapat                      | M | Gy | D | V | G+ | G– | Gk | P |
| --------------------------- | - | -- | - | - | -- | -- | -- | - |
| Pakisztán (PAK)             | 3 | 2  | 1 | 0 | 7  | 1  | +6 | 5 |
| Egyesült Német Csapat (EUA) | 3 | 1  | 2 | 0 | 5  | 4  | +1 | 4 |
| Új-Zéland (NZL)             | 3 | 1  | 0 | 2 | 8  | 10 | –2 | 2 |
| Belgium (BEL)               | 3 | 0  | 1 | 2 | 0  | 5  | –5 | 1 |

| 1956. november 24. 14:30 | Egyesült Német Csapat (EUA) | 5 – 4 | Új-Zéland (NZL) |  |
| 1956. november 24. 14:30 | (3 – 3)                     |       |                 |  |

| 1956. november 27. 16:00 | Egyesült Német Csapat (EUA) | 0 – 0 | Belgium (BEL) |  |
| 1956. november 27. 16:00 | (0 – 0)                     |       |               |  |

| 1956. november 29. 14:30 | Egyesült Német Csapat (EUA) | 0 – 0 | Pakisztán (PAK) |  |
| 1956. november 29. 14:30 | (0 – 0)                     |       |                 |  |

Elődöntő
| 1956. december 3. 14:30 | India (IND) | 1 – 0 | Egyesült Német Csapat (EUA) |  |
| 1956. december 3. 14:30 | (0 – 0)     |       |                             |  |

Bronzmérkőzés
| 1956. december 6. 14:30 | Egyesült Német Csapat (EUA) | 3 – 1 | Nagy-Britannia (GBR) |  |
| 1956. december 6. 14:30 | (2 – 1)                     |       |                      |  |

| Csapat                      | Helyezés |
| --------------------------- | -------- |
| Egyesült Német Csapat (EUA) |          |

## Kajak-kenu
Férfi
| Versenyző                           | Versenyszám           | Előfutam | Előfutam | Döntő   | Döntő    |
| Versenyző                           | Versenyszám           | Idő      | Hely.    | Idő     | Helyezés |
| ----------------------------------- | --------------------- | -------- | -------- | ------- | -------- |
| Ernst Steinhauer                    | Kajak egyes 1000 m    | 4:24,8   | 1.       | 4:25,5  | 8.       |
| Michel Scheuer                      | Kajak egyes 10 000 m  |          |          | 48:00,3 |          |
| Michel Scheuer Meinrad Miltenberger | Kajak kettes 1000 m   | 3:56,4   | 1.       | 3:49,6  |          |
| Fritz Briel Theodor Kleine          | Kajak kettes 10 000 m |          |          | 43:40,6 |          |
| Franz Johannsen                     | Kenu egyes 1000 m     |          |          | 5:18,6  | 5.       |
| Franz Johannsen                     | Kenu egyes 10 000 m   |          |          | 58:50,1 | 5.       |
| Egon Drews Herbert Kirschner        | Kenu kettes 1000 m    | 5:19,8   | 5.       | kiesett | kiesett  |
| Egon Drews Wilfried Soltau          | Kenu kettes 10 000 m  |          |          | 55:21,1 | 4.       |

Női
| Versenyző    | Versenyszám       | Előfutam | Előfutam | Döntő  | Döntő    |
| Versenyző    | Versenyszám       | Idő      | Hely.    | Idő    | Helyezés |
| ------------ | ----------------- | -------- | -------- | ------ | -------- |
| Therese Zenz | Kajak egyes 500 m | 2:17,6   | 1.       | 2:19,6 |          |

## Kerékpározás

### Országúti kerékpározás
| Versenyző                                                   | Versenyszám          | Idő             | Helyezés |
| ----------------------------------------------------------- | -------------------- | --------------- | -------- |
| Erich Hagen                                                 | Mezőnyverseny        | 5:26:38 (+5:21) | 22.      |
| Reinhold Pommer                                             | Mezőnyverseny        | 5:24:38 (+3:21) | 18.      |
| Gustav-Adolf Schur                                          | Mezőnyverseny        | 5:23:16 (+1:59) | 5.       |
| Horst Tüller                                                | Mezőnyverseny        | 5:23:16 (+1:59) | 4.       |
| Versenyző                                                   | Versenyszám          | Pont            | Helyezés |
| Erich Hagen Reinhold Pommer Gustav-Adolf Schur Horst Tüller | Csapat mezőnyverseny | 27              |          |

### Pálya-kerékpározás
Tandem
| Versenyző                    | Versenyszám     | 1. forduló | 1. forduló | Vigaszág                                                                        | Vigaszág | Vigaszág vesztesei                                                                                             | Vigaszág vesztesei | Negyeddöntő          | Elődöntő             | Döntő                | Helyezés |
| Versenyző                    | Versenyszám     | Ellenfelek Győztes idő                                                                                               | Hely.      | Ellenfél Győztes idő                                                            | Hely.    | Ellenfelek Győztes idő                                                                                         | Hely.              | Ellenfél Győztes idő | Ellenfél Győztes idő | Ellenfél Győztes idő | Helyezés |
| ---------------------------- | --------------- | --- | ---------- | ------------------------------------------------------------------------------- | -------- | --- | ------------------ | -------------------- | -------------------- | -------------------- | -------- |
| Fritz Neuser Günther Ziegler | Férfi kétüléses | Dél-afrikai Unió (RSA) · Raymond Robinson · Thomas Shardelow · Ausztrália (AUS) · Joey Browne · Tony Marchant · 11,2 | 2.         | Szovjetunió (URS) · Rosztyiszlav Vargaskin · Vlagyimir Leonov · nem értek célba | -        | Ausztrália (AUS) · Joey Browne · Tony Marchant · Egyesült Államok (USA) · Donald Ferguson · James Rossi · 11,0 | 3.                 | kiesett              | kiesett              | kiesett              | 9.       |

 megjegyzés: A vigaszág első körében az Egyesült Német Csapat és a Szovjetunió versenyzői összeütköztek, három versenyzőt kórházba kellett szállítani; a német versenyzők tudták folytatni a versenyt, a szovjetek viszont visszaléptek, így a németek jutottak tovább.
Üldözőverseny
| Versenyző                                                  | Versenyszám  | Selejtező                                                                                        | Selejtező | Selejtező | Negyeddöntő  | Negyeddöntő | Negyeddöntő | Elődöntő     | Elődöntő  | Elődöntő | Döntő        | Döntő     | Helyezés    |
| Versenyző                                                  | Versenyszám  | Ellenfél Idő                                                                                     | Saját idő | Hely.     | Ellenfél Idő | Saját idő   | Hely.       | Ellenfél Idő | Saját idő | Hely.    | Ellenfél Idő | Saját idő | Helyezés    |
| ---------------------------------------------------------- | ------------ | ------------------------------------------------------------------------------------------------ | --------- | --------- | ------------ | ----------- | ----------- | ------------ | --------- | -------- | ------------ | --------- | ----------- |
| Kurt Gieseler Siegfried Köhler Werner Malitz Rolf Nitzsche | Férfi csapat | Nagy-Britannia (GBR) · Donald Burgess · Michael Gambrill · John Geddes · Thomas Simpson · 4:52,0 | 4:59,4    | 2.        | kiesett      | kiesett     | kiesett     | kiesett      | kiesett   | kiesett  | kiesett      | kiesett   | helyezetlen |

 megjegyzés: A selejtezőben egy körrel később, a 12. helyett a 13. körben csengetett a pontozóbíró; ugyan mindkét csapat idejét a 12. körben lezárták, de így is veszélyben volt a brit versenyzők továbbjutása, mivel az utolsó elcsöngetett körre hagyták a hajrázást, a német versenyzők így is kiestek volna.

## Labdarúgás
| Egyesült Német Csapat labdarúgócsapat-játékoskeret                                               | Egyesült Német Csapat labdarúgócsapat-játékoskeret                                       |
| ------------------------------------------------------------------------------------------------ | ---------------------------------------------------------------------------------------- |
| - Rolf Geiger - Willi Gerdau - Albert Görtz - Ernst-Günter Habig - Karl Hoffmann - Rudi Hoffmann | - Hermann Höfer - Matthias Mauritz - Herbert Schäfer - Fritz Semmelmann - Johann Zeitler |

### Eredmények
Nyolcaddöntő
| 1956. november 24. 14:30 |

| Szovjetunió               | 2–1               | Egyesült Német Csapat |
| ------------------------- | ----------------- | --------------------- |
| Iszajev 23' Sztrelcov 86' | (1–0) Jegyzőkönyv | Habig 89'             |

| Melbourne Nézőszám: 20 000 Játékvezető: Robert Mann (brit) |

| Csapat                      | Helyezés |
| --------------------------- | -------- |
| Egyesült Német Csapat (EUA) | =9.      |

## Lovaglás
megjegyzés: A lovas versenyszámokat a svédországi Stockholmban rendezték meg a szigorú ausztrál állat-egészségügyi szabályok miatt.
Díjlovaglás
| Versenyző                                               | Ló                     | Versenyszám | Döntő  | Döntő    |
| Versenyző                                               | Ló                     | Versenyszám | Pont   | Helyezés |
| ------------------------------------------------------- | ---------------------- | ----------- | ------ | -------- |
| Anneliese Küppers                                       | Afrika                 | Egyéni      | 729,0  | 14.      |
| Liselott Linsenhoff                                     | Adular                 | Egyéni      | 832,0  |          |
| Hannelore Weygand                                       | Perkunos               | Egyéni      | 785,0  | 9.       |
| Anneliese Küppers Liselott Linsenhoff Hannelore Weygand | Afrika Adular Perkunos | Csapat      | 2346,0 |          |

Díjugratás
| Versenyző                                                  | Ló               | Versenyszám | 1. forduló | 1. forduló | 2. forduló | 2. forduló | Összesen | Összesen |
| Versenyző                                                  | Ló               | Versenyszám | Pont       | Hely.      | Pont       | Hely.      | Pont     | Helyezés |
| ---------------------------------------------------------- | ---------------- | ----------- | ---------- | ---------- | ---------- | ---------- | -------- | -------- |
| Fritz Thiedemann                                           | Meteor           | Egyéni      | 8,00       | =3.        | 4,00       | =5.        | 12,00    | =4.      |
| Hans Günter Winkler                                        | Halla            | Egyéni      | 4,00       | 1.         | 0,00       | =1.        | 4,00     |          |
| August Lütke-Westhues                                      | Ala              | Egyéni      | 16,00      | =12.       | 8,00       | =10.       | 24,00    | =11.     |
| Fritz Thiedemann Hans Günter Winkler August Lütke-Westhues | Meteor Halla Ala | Csapat      | 28,00      | 1.         | 12,00      | 1.         | 40,00    |          |

Lovastusa
| Versenyző                                     | Ló                           | Versenyszám | Díjlovaglás | Díjlovaglás | Tereplovaglás | Tereplovaglás | Díjugratás | Díjugratás | Végeredmény | Végeredmény |
| Versenyző                                     | Ló                           | Versenyszám | Bünt.       | Hely.       | Bünt.         | Hely.         | Bünt.      | Hely.      | Bünt.       | Helyezés    |
| --------------------------------------------- | ---------------------------- | ----------- | ----------- | ----------- | ------------- | ------------- | ---------- | ---------- | ----------- | ----------- |
| Otto Rothe                                    | Sissi                        | Egyéni      | -98,40      | 1.          | -49,64        | 20.           | -10,00     | =2.        | -158,04     | 15.         |
| Klaus Wagner                                  | Prinzeß                      | Egyéni      | -102,40     | 3.          | -130,60       | 24.           | 0,00       | 1.         | -233,00     | 21.         |
| August Lütke-Westhues                         | Trux von Kamax               | Egyéni      | -129,60     | =23.        | 64,73         | 2.            | -20,00     | =22.       | -84,87      |             |
| Otto Rothe Klaus Wagner August Lütke-Westhues | Sissi Prinzeß Trux von Kamax | Csapat      | -330,40     | 2.          | -115,51       | 2.            | -30,00     | =1.        | -475,91     |             |

## Ökölvívás
| Versenyző         | Versenyszám   | 32-es főtábla                | Nyolcaddöntő                  | Negyeddöntő                  | Elődöntő                    | Döntő                                       | Helyezés |
| Versenyző         | Versenyszám   | Ellenfél Eredmény            | Ellenfél Eredmény             | Ellenfél Eredmény            | Ellenfél Eredmény           | Ellenfél Eredmény                           | Helyezés |
| ----------------- | ------------- | ---------------------------- | ----------------------------- | ---------------------------- | --------------------------- | ------------------------------------------- | -------- |
| Edgar Basel       | Légsúly       | Vladimir Stolnikov (URS) · V | kiesett                       | kiesett                      | kiesett                     | kiesett                                     | 17.      |
| Wolfgang Behrendt | Harmatsúly    | erőnyerő                     | Henrik Ottesen (DEN) · RTD    | Owen Reilly (GBR) · GY       | Frederick Gilroy (IRL) · GY | Szong Szuncshon (Song Sun-Cheon) (KOR) · GY |          |
| Bernard Schröter  | Pehelysúly    | Paulino Meléndres (PHI) · GY | Pentti Hämäläinen (FIN) · V   | kiesett                      | kiesett                     | kiesett                                     | 9.       |
| Harry Kurschat    | Könnyűsúly    | erőnyerő                     | Celedonio Espinosa (PHI) · GY | Zygmunt Milewski (POL) · RSC | Anthony Byrne (IRL) · GY    | Richard McTaggart (GBR) · V                 |          |
| Willi Roth        | Kisváltósúly  | Thomas Schuster (FIJ) · GY   | Franco Nenci (ITA) · V        | kiesett                      | kiesett                     | kiesett                                     | 9.       |
| Ulrich Kienast    | Nagyváltósúly |                              | James Montgomery (CAN) · GY   | John McCormack (GBR) · RSC   | kiesett                     | kiesett                                     | 5.       |
| Dieter Wemhöner   | Középsúly     |                              | Ronald Redrup (GBR) · GY      | Víctor Zalazar (ARG) · V     | kiesett                     | kiesett                                     | 5.       |
| Ulrich Nitzschke  | Nehézsúly     |                              | erőnyerő                      | Giacomo Bozzano (ITA) · V    | kiesett                     | kiesett                                     | 5.       |

## Sportlövészet
Férfi
| Versenyző   | Versenyszám           | Döntő | Döntő    |
| Versenyző   | Versenyszám           | Pont  | Helyezés |
| ----------- | --------------------- | ----- | -------- |
| Albert Sigl | Sportpuska, fekvő     | 593   | 27.      |
| Albert Sigl | Sportpuska, összetett | 1154  | 11.      |
| Rudi Sigl   | Sportpuska, összetett | 1155  | 9.       |
| Rudi Sigl   | Sportpuska, fekvő     | 596   | 11.      |

## Súlyemelés
| Versenyző   | Versenyszám | Nyomás   | Nyomás   | Szakítás | Szakítás | Lökés    | Lökés    | Összesen | Helyezés |
| Versenyző   | Versenyszám | Eredmény | Helyezés | Eredmény | Helyezés | Eredmény | Helyezés | Összesen | Helyezés |
| ----------- | ----------- | -------- | -------- | -------- | -------- | -------- | -------- | -------- | -------- |
| Georg Miske | 60 kg       | 100,0    | =5.      | 95,0     | =7.      | 125,0    | =7.      | 320,0    | 6.       |
| Willi Kolb  | 67,5 kg     | 110,0    | =5.      | 100,0    | =11.     | 130,0    | =13.     | 340,0    | 12.      |

## Torna
Férfi
| Versenyző                                                              | Versenyszám      | Döntő    | Döntő    |
| Versenyző                                                              | Versenyszám      | Pontszám | Helyezés |
| ---------------------------------------------------------------------- | ---------------- | -------- | -------- |
| Helmut Bantz                                                           | Talaj            | 18,75    | =8.      |
| Helmut Bantz                                                           | Ugrás            | 18,85    | =        |
| Helmut Bantz                                                           | Korlát           | 18,80    | =13.     |
| Helmut Bantz                                                           | Nyújtó           | 19,15    | 6.       |
| Helmut Bantz                                                           | Gyűrű            | 18,60    | 18.      |
| Helmut Bantz                                                           | Lólengés         | 18,75    | =12.     |
| Helmut Bantz                                                           | Egyéni összetett | 112,90   | 6.       |
| Jakob Kiefer                                                           | Talaj            | =18,00   | 38.      |
| Jakob Kiefer                                                           | Ugrás            | 18,60    | =7.      |
| Jakob Kiefer                                                           | Korlát           | 17,65    | =48.     |
| Jakob Kiefer                                                           | Nyújtó           | 18,65    | =22.     |
| Jakob Kiefer                                                           | Gyűrű            | 16,50    | 48.      |
| Jakob Kiefer                                                           | Lólengés         | 18,05    | =33.     |
| Jakob Kiefer                                                           | Egyéni összetett | 107,45   | 42.      |
| Robert Klein                                                           | Talaj            | 18,50    | =16.     |
| Robert Klein                                                           | Ugrás            | 18,60    | =7.      |
| Robert Klein                                                           | Korlát           | 18,30    | =33.     |
| Robert Klein                                                           | Nyújtó           | 18,45    | =29.     |
| Robert Klein                                                           | Gyűrű            | 18,75    | 14.      |
| Robert Klein                                                           | Lólengés         | 18,00    | 36.      |
| Robert Klein                                                           | Egyéni összetett | 110,60   | =20.     |
| Hans Pfann                                                             | Talaj            | 18,15    | =33.     |
| Hans Pfann                                                             | Ugrás            | 18,30    | =33.     |
| Hans Pfann                                                             | Korlát           | 18,55    | 23.      |
| Hans Pfann                                                             | Nyújtó           | 17,75    | =48.     |
| Hans Pfann                                                             | Gyűrű            | 18,20    | =23.     |
| Hans Pfann                                                             | Lólengés         | 18,20    | =28.     |
| Hans Pfann                                                             | Egyéni összetett | 109,15   | 29.      |
| Erich Wied                                                             | Talaj            | 17,80    | 45.      |
| Erich Wied                                                             | Ugrás            | 18,50    | =16.     |
| Erich Wied                                                             | Korlát           | 18,10    | 39.      |
| Erich Wied                                                             | Nyújtó           | 18,15    | =37.     |
| Erich Wied                                                             | Gyűrű            | 17,65    | =32.     |
| Erich Wied                                                             | Lólengés         | 17,30    | =51.     |
| Erich Wied                                                             | Egyéni összetett | 107,50   | 41.      |
| Theo Wied                                                              | Talaj            | 18,40    | =23.     |
| Theo Wied                                                              | Ugrás            | 18,70    | =4.      |
| Theo Wied                                                              | Korlát           | 18,35    | =31.     |
| Theo Wied                                                              | Nyújtó           | 18,70    | =18.     |
| Theo Wied                                                              | Gyűrű            | 17,80    | 30.      |
| Theo Wied                                                              | Lólengés         | 17,95    | 37.      |
| Theo Wied                                                              | Egyéni összetett | 109,90   | 25.      |
| Helmut Bantz Jakob Kiefer Robert Klein Hans Pfann Erich Wied Theo Wied | Csapat összetett | 552,45   | 5.       |

## Úszás
Férfi
| Versenyző                                                 | Versenyszám          | Előfutam | Előfutam | Előfutam | Elődöntő | Elődöntő | Elődöntő | Döntő   | Döntő    |
| Versenyző                                                 | Versenyszám          | Idő      | Hely.    | Össz.    | Idő      | Hely.    | Össz.    | Idő     | Helyezés |
| --------------------------------------------------------- | -------------------- | -------- | -------- | -------- | -------- | -------- | -------- | ------- | -------- |
| Horst Bleeker                                             | 100 m gyors          | 1:00,1   | 5.       | 26.*     | kiesett  | kiesett  | kiesett  | kiesett | kiesett  |
| Paul Voell                                                | 100 m gyors          | 58,4     | 4.       | 12.*     | 58,6     | 7.       | 13.      | kiesett | kiesett  |
| Hans Köhler                                               | 100 m gyors          | 59,8     | 5.       | 22.**    | kiesett  | kiesett  | kiesett  | kiesett | kiesett  |
| Hans Köhler                                               | 400 m gyors          | 4:43,5   | 4.       | 18.      |          |          |          | kiesett | kiesett  |
| Hans Zierold                                              | 400 m gyors          | 4:35,7   | 3.       | 4.*      |          |          |          | 4:34,6  | 5.       |
| Hans-Joachim Reich                                        | 1500 m gyors         | 19:28,6  | 6.       | 17.      |          |          |          | kiesett | kiesett  |
| Ekkehard Miersch                                          | 100 m hát            | 1:07,5   | 4.       | 16.      | 1:06,6   | 7.       | 12.      | kiesett | kiesett  |
| Dieter Pfeifer                                            | 100 m hát            | 1:06,7   | 3.       | 13.      | 1:07,6   | 6.       | 13.**    | kiesett | kiesett  |
| Herbert Klein                                             | 200 m mell           | kizárták | kizárták | kizárták |          |          |          | kiesett | kiesett  |
| Horst Weber                                               | 200 m pillangó       | 2:34,4   | 2.       | 11.      |          |          |          | kiesett | kiesett  |
| Hans Köhler Hans-Joachim Reich Hans Zierold Horst Bleeker | 4 × 200 m gyorsváltó | 8:42,5   | 3.       | 6.       |          |          |          | 8:43,4  | 5.       |

Női
| Versenyző                                           | Versenyszám          | Előfutam | Előfutam | Előfutam | Elődöntő | Elődöntő | Elődöntő | Döntő   | Döntő    |
| Versenyző                                           | Versenyszám          | Idő      | Hely.    | Össz.    | Idő      | Hely.    | Össz.    | Idő     | Helyezés |
| --------------------------------------------------- | -------------------- | -------- | -------- | -------- | -------- | -------- | -------- | ------- | -------- |
| Kati Jansen                                         | 100 m gyors          | 1:08,3   | 3.       | 19.      | kiesett  | kiesett  | kiesett  | kiesett | kiesett  |
| Birgit Klomp                                        | 100 m gyors          | 1:07,7   | 3.       | 15.      | 1:07,9   | 8.       | 16.      | kiesett | kiesett  |
| Christel Steffin                                    | 100 m gyors          | 1:08,1   | 5.       | 18.      | kiesett  | kiesett  | kiesett  | kiesett | kiesett  |
| Ingrid Künzel                                       | 400 m gyors          | 5:20,8   | 3.       | 14.      |          |          |          | kiesett | kiesett  |
| Helga Schmidt-Neuber                                | 100 m hát            | 1:14,8   | 3.       | 5.**     |          |          |          | 1:13,4  | 4.       |
| Ursula Happe                                        | 200 m mell           | 2:54,1   | 1.       | 1.       |          |          |          | 2:53,1  |          |
| Eva-Maria ten Elsen                                 | 200 m mell           | 2:57,5   | 3.       | 6.       |          |          |          | 2:55,1  |          |
| Jutta Langenau                                      | 100 m pillangó       | 1:17,4   | 5.       | 8.       |          |          |          | 1:17,4  | 6.       |
| Ingrid Künzel Hertha Haase Kati Jansen Birgit Klomp | 4 × 100 m gyorsváltó | 4:27,5   | 3.       | 4.       |          |          |          | 4:26,1  | 4.       |

* - egy másik versenyzővel azonos időt ért el

** - két másik versenyzővel azonos időt ért el

## Vitorlázás
Nyílt
| Versenyző                                  | Versenyszám | Futam | Futam | Futam | Futam | Futam | Futam | Futam | Pontszám | Helyezés |
| Versenyző                                  | Versenyszám | 1     | 2     | 3     | 4     | 5     | 6     | 7     | Pontszám | Helyezés |
| ------------------------------------------ | ----------- | ----- | ----- | ----- | ----- | ----- | ----- | ----- | -------- | -------- |
| Jürgen Vogler                              | Finn dingi  | (0)   | 925   | 1101  | 448   | 0     | 800   | 925   | 4199     | 4.       |
| Rolf Mulka Ingo von Bredow                 | Sharpie     | 370   | 261   | 1215  | (0)   | 312   | 312   | 370   | 2840     | 6.       |
| Ludwig Bielenberg Hans Lubinus Adolf Stein | 5,5 méteres | 198   | (101) | 198   | 256   | 101   | 147   | 147   | 1047     | 10.      |
| Erich Natusch Georg Nowka Theodor Thomsen  | Sárkányhajó | 606   | 527   | 606   | 351   | 606   | (0)   | 226   | 2922     | 10.      |

## Vívás
Férfi
| Versenyző        | Versenyszám       | Csoportkör | Csoportkör | Csoportkör | Csoportkör  | Csoportkör | Csoportkör       | Csoportkör        | Csoportkör | Helyezés    |
| Versenyző        | Versenyszám       | 1. kör | 1. kör     | Negyeddöntő | Negyeddöntő | Elődöntő | Elődöntő         | Döntő             | Döntő      | Helyezés    |
| Versenyző        | Versenyszám       | Ellenfél Eredmény | Hely.      | Ellenfél Eredmény | Hely.       | Ellenfél Eredmény | Hely.            | Ellenfél Eredmény | Hely.      | Helyezés    |
| ---------------- | ----------------- | --- | ---------- | --- | ----------- | --- | ---------------- | ----------------- | ---------- | ----------- |
| Günter Stratmann | Tőr, egyéni       | |            | 2. csoport · Michael Sichel (AUS) · 5-3 · Albert Axelrod (USA) · 5-3 · Jacques Lataste (FRA) · 5-2 · Gabriel Blando (COL) · 5-2 · Jurij Oszipov (URS) · 0-5 · Edoardo Mangiarotti (ITA) · 2-5 · François Dehez (BEL) · 3-5 · Rájátszás: · Edoardo Mangiarotti (ITA) · 5-4 | 4.          | 2. csoport · Gyuricza József (HUN) · 5-4 · Allan Jay (GBR) · 5-4 · Brian McCowage (AUS) · 5-3 · Jurij Oszipov (URS) · 5-1 · Christian d’Oriola (FRA) · 2-5 · Giancarlo Bergamini (ITA) · 2-5 · René Paul (GBR) · 4-5 · Rájátszás: · Allan Jay (GBR) · 4-5 · Gyuricza József (HUN) · 2-5                   | 5. Rájátszás: 3. | kiesett           | kiesett    | helyezetlen |
| Günter Stratmann | Párbajtőr, egyéni | 2. csoport · Berndt-Otto Rehbinder (SWE) · 5-2 · Jacques Debeur (BEL) · 5-4 · Siha Sukarno (INA) · 5-1 · Emiliano Camargo (COL) · 5-2 · Masayuki Sano (JPN) · 5-0 · Ivan Lund (AUS) · 2-5 · Revaz Tsirek'idze (URS) · 4-5 | 2.         | 3. csoport · Édouard Schmit (LUX) · 5-2 · Allan Jay (GBR) · 5-3 · Armand Mouyal (FRA) · 4-5 · Ghislain Delaunois (BEL) · 5-5 · Giuseppe Delfino (ITA) · 3-5 · Richard Stone (AUS) · 3-5                                                                                   | 5.          | kiesett | kiesett          | kiesett           | kiesett    | helyezetlen |
| Günter Stratmann | Kard, egyéni      | 4. csoport · Tibor Nyilas (USA) · nincs adat · Emilio Echeverry (COL) · nincs adat · Ralph Cooperman (GBR) · nincs adat · Roger Theisen (LUX) · nincs adat · Siha Sukarno (INA) · nincs adat · Összesítés: 3GY-2V (22-17) | 2.         | 3. csoport · Kárpáti Rudolf (HUN) · nincs adat · Jacques Roulot (FRA) · nincs adat · Wojciech Zabłocki (POL) · nincs adat · Tibor Nyilas (USA) · nincs adat · Bill Hoskyns (GBR) · nincs adat · Graham McKenzie (AUS) · nincs adat · Összesítés: 3GY-3V (24-20)           | 4.          | 1. csoport · Kárpáti Rudolf (HUN) · nincs adat · Jerzy Pawłowski (POL) · nincs adat · Jacques Lefèvre (FRA) · nincs adat · Luigi Narduzzi (ITA) · nincs adat · Jevhen Cserepovszkij (URS) · nincs adat · Allan Kwartler (USA) · nincs adat · Gastone Darè (ITA) · nincs adat · Összesítés: 3GY-4V (26-31) | 6.               | kiesett           | kiesett    | helyezetlen |

## Vízilabda
| Egyesült Német Csapat férfi vízilabdacsapat-játékoskeret                                  | Egyesült Német Csapat férfi vízilabdacsapat-játékoskeret                                    |
| ----------------------------------------------------------------------------------------- | ------------------------------------------------------------------------------------------- |
| - Emil Bildstein - Wilfried Bode - Hans-Günther Hilker - Karl Neuse - Alfred Obschernikat | - Friedhelm Osselmann - Erich Pennekamp - Achim Schneider - Hans-Werner Seher - Willi Sturm |

### Eredmények
Csoportkör
C csoport
| Csapat                      | M | Gy | D | V | G+ | G– | Gk  | P |
| --------------------------- | - | -- | - | - | -- | -- | --- | - |
| Olaszország (ITA)           | 2 | 2  | 0 | 0 | 11 | 3  | +8  | 4 |
| Egyesült Német Csapat (EUA) | 2 | 1  | 0 | 1 | 7  | 5  | +2  | 2 |
| Szingapúr (SIN)             | 2 | 0  | 0 | 2 | 2  | 12 | –10 | 0 |

| 1956. november 28. 15:00 | Egyesült Német Csapat (EUA) | 5 – 1 | Szingapúr (SIN) |  |
| 1956. november 28. 15:00 | (2 – 0)                     |       |                 |  |
| 1956. november 28. 15:00 |                             |       |                 |  |

| 1956. november 30. 20:10 | Olaszország (ITA) | 4 – 2 | Egyesült Német Csapat (EUA) |  |
| 1956. november 30. 20:10 | (1 – 1)           |       |                             |  |
| 1956. november 30. 20:10 |                   |       |                             |  |

Döntő csoport
| 1956. december 3. 16:50 | Egyesült Államok (USA) | 4 – 3 | Egyesült Német Csapat (EUA) |  |
| 1956. december 3. 16:50 |                        |       |                             |  |
| 1956. december 3. 16:50 |                        |       |                             |  |

| 1956. december 4. 15:40 | Jugoszlávia (YUG) | 2 – 2 | Egyesült Német Csapat (EUA) |  |
| 1956. december 4. 15:40 |                   |       |                             |  |
| 1956. december 4. 15:40 |                   |       |                             |  |

| 1956. december 5. 22:20 | Magyarország (HUN) | 4 – 0 | Egyesült Német Csapat (EUA) |  |
| 1956. december 5. 22:20 | (1 – 0)            |       |                             |  |
| 1956. december 5. 22:20 |                    |       |                             |  |

| 1956. december 7. 14:00 | Szovjetunió (URS) | 6 – 4 | Egyesült Német Csapat (EUA) |  |
| 1956. december 7. 14:00 | (3 – 3)           |       |                             |  |
| 1956. december 7. 14:00 |                   |       |                             |  |

A táblázat tartalmazza a C csoportban lejátszott Olaszország – Egyesült Német Csapat 4–2-es eredményt.
| Csapat                      | M | Gy | D | V | G+ | G– | Gk  | P  |
| --------------------------- | - | -- | - | - | -- | -- | --- | -- |
| Magyarország (HUN)          | 5 | 5  | 0 | 0 | 20 | 3  | +17 | 10 |
| Jugoszlávia (YUG)           | 5 | 3  | 1 | 1 | 13 | 8  | +5  | 7  |
| Szovjetunió (URS)           | 5 | 3  | 0 | 2 | 14 | 14 | 0   | 6  |
| Olaszország (ITA)           | 5 | 2  | 0 | 3 | 10 | 13 | –3  | 4  |
| Egyesült Államok (USA)      | 5 | 1  | 0 | 4 | 10 | 20 | –10 | 2  |
| Egyesült Német Csapat (EUA) | 5 | 0  | 1 | 4 | 11 | 20 | –9  | 1  |

| Csapat                      | Helyezés |
| --------------------------- | -------- |
| Egyesült Német Csapat (EUA) | 6.       |